# Place du Théâtre (Varsovie)
La place du Théâtre,, (polonais : Plac Teatralny) est un large espace public, semi-piétonnier, situé dans l’arrondissement Śródmieście (Centre-Ville) à Varsovie
La place du Théâtre fut aménagée en même temps que la construction du Grand Théâtre de Varsovie (édifice rassemblant l'Opéra national et le Théâtre national) entre 1825 et 1833. Cette place se substitue à une précédente place, le Marywil, ancien lieu commercial entourant une grand'place et réalisé au XVIIe siècle par la volonté de la princesse Marie Casimire Louise de La Grange d'Arquien.
Le Grand Théâtre de Varsovie, comprenant à la fois l'Opéra National et le Théâtre National donne directement sur la place du Théâtre.
En octobre 1944, lors de l'Insurrection de Varsovie, les résistants polonais de l'Armée de l'intérieur combattirent âprement les forces nazies sur cette place.

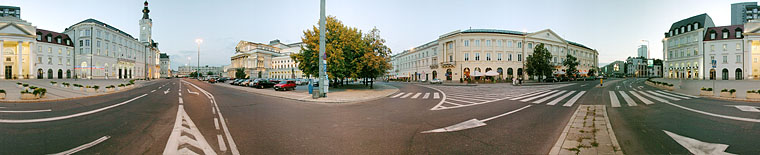
Panorama de la place du Théâtre à Varsovie, avec le Grand Théâtre-Opéra National au centre.